# アンリ・ド・ロレーヌ (1570-1600)
アンリ・ド・ロレーヌ（Henri de Lorraine, comte de Chaligny et marquis de Moy, 1570年7月31日 ナンシー - 1600年11月26日 ウィーン）は、独仏国境ロレーヌ公国公家成員で、フランスの貴族・軍人。シャリニー伯爵、結婚に伴いモイ侯爵。
ロレーヌ公フランソワ1世の弟メルクール公ニコラと、その3番目の妻で同族オマール公クロードの娘であるカトリーヌ・ド・ロレーヌの間の次男で、父にとっては8番目の息子である。異母長姉のルイーズはフランス王アンリ3世の王妃となった。
シャリニーはユグノー戦争におけるカトリック同盟側の将軍の1人であった。ロレーヌ公シャルル3世の下で指揮官として勤め始め、シャルル3世が一門ギーズ家の指導するカトリック同盟を支援するためにフランスに送り込んだ軽騎兵部隊の指揮を任された。1589年2月、マイエンヌ公シャルルとともにルーアンに入城し、1590年代前半はカトリック同盟の司令官としてナバラ王アンリ（アンリ4世王）の軍勢と戦った。一度、アンリ4世の宮廷道化師であったシコに捕まって敵方の捕虜となり、世間の嘲笑の的ととなったという。
カトリック同盟の敗北後は、異母兄のメルクール公フィリップ・エマニュエルに従ってハンガリーに移り、神聖ローマ皇帝軍に入ってトルコ人と戦った（長期トルコ戦争）。
1585年9月19日、モイ女侯爵クロード・ド・モイと結婚。妻はシャリニーの異母姉マルグリットの夫アンヌ・ド・ジョワイユーズ公爵の弟ジョルジュ・ド・ジョワイユーズ（1567年 - 1584年）の未亡人だった。夫婦の間には4子が生まれた。
- シャルル・ド・ロレーヌ（フランス語版）（1592年 - 1631年） - ヴェルダン司教
- ルイーズ・ド・ロレーヌ（フランス語版）（1594年 - 1667年） - 1608年ルベ侯爵フロラン・ド・リーニュ（フランス語版）と結婚、リーニュ公クロード＝ラモラル1世の母
- アンリ・ド・ロレーヌ（フランス語版）（1596年 - 1672年） - シャリニー伯、モイ侯爵
- フランソワ・ド・ロレーヌ（フランス語版）（1599年 - 1671年） - ヴェルダン司教

## 引用・脚注
1. ↑  Jacques-Auguste de Thou, Histoire Universelle, vol. 11 (London, 1734), p. 183.
2. ↑  Stuart Carroll, Noble Power during the French Wars of Religion (Cambridge University Press, 1998), p. 234
3. ↑  Jacques-Auguste de Thou, Histoire Universelle, vol. 11 (London, 1734), p. 468.
4. ↑  David Parrott, Richelieu's Army (Cambridge University Press, 2004), p. 30.
5. ↑  de La Chenaye-Desbois and Badier, Dictionnaire de la Noblesse, vol. 12 (3rd ed., Paris, 1868), pp. 407-8.